# Стэнхоуп, Лестер, 5-й граф Харрингтон
Лестер Фицджеральд Чарльз Стэнхоуп, 5-й граф Харрингтон (англ. Leicester FitzGerald Charles Stanhope, 5th Earl of Harrington; 2 сентября 1784 — 7 сентября 1862) — английский пэр, офицер и филэллин.

## Биография
Лестер Стэнхоуп родился в Дублине в 1784 году и стал третьим сыном Чарльза Стэнхоупа, 3-го графа Харрингтона. 1 октября 1799 года он стал подпоручиком в 1-м полку лейб-гвардии, где был повышен в звании и стал лейтенантом 20 октября 1802 года. В марте 1803 года он перешёл в 9-й пехотный полк, но в апреле стал капитаном в 10-м полку драгун принца Уэльса. В ноябре 1803 года он перешёл в 6-й полк драгун.
В 1807 году он служил в Южной Америке и принял участие в атаке на Буэнос-Айрес.
В январе 1813 года он перешёл в 17-й полк драгун. После повышения в майоры, в июне 1815 года он был назначен заместителем генерал-адъютанта в Ост-Индии, получив звание подполковника.
В апреле 1817 года он перешёл в 47-й пехотный полк и был назначен заместителем генерал-квартирмейстера.
В 1817—1818 годах Стэнхоуп и его полк принимали участие в боевых действиях Третьей англо-маратхской войны. В октябре 1818 года он получил Орден Бани за участие в конфликте.
В марте 1821 года Стэнхоуп ушёл со службы, получив позже звание полковника.

## Политическая ориентация
Стэнхоуп придерживался передовых взглядов в политике и считал Иеремию Бентама своим учителем:363.
Будучи в Индии, он поддерживал администрацию маркиза Гастингса, и по возвращении в Англию горячо защищал её в суде. В 1823 году он оправдывал отмену Гастингсом цензуры прессы в Британской Индии в своём «Очерке истории и влияния прессы в Британской Индии».

## Греческая революция
В сентябре 1823 года Стэнхоуп вступил в английский комитет помощи Греции. Комитет принял предложение Стэнхоупа и послал его к восставшим грекам в качестве своего агента. По дороге Стэнхоуп встретился с греческими комитетами Германии и Швейцарии. В Лозанне Стэнхоуп встретился с Иоанном Каподистрией. В Милане, по настоянию Стэнхоупа, Андреас Мустоксидис написал прокламацию против действий Метланда на контролируемых англичанами Ионических островах, а в Пизе Стэнхоуп встретился с митрополитом Игнатием. Идея митрополита о насаждении восставшей Греции иностранного монарха вызвала негативную реакцию Стэнхоупа: «Нет королю — нет епископам» (No king — no bishops):364.
22 ноября вместе с полковником Делони (Delauney), представлявшим германские филэллинские комитеты, Стэнхоуп прибыл в Аргостолион (остров Кефалиния), где встретился с Байроном. С первой же встречи между Байроном и Стэнхоупом установились напряжённые отношения:365.
30 ноября 1823 года Стэнхоуп прибыл в Месолонгион, привезя с собой, кроме прочего, и 3 типографии. Здесь он встретился с швейцарцем Иоганном Мейером, о котором восторженно писал в письме от 13 декабря 1823 года: «Здесь обосновался швейцарец д-р Мейер. Ему присущи все положительные черты его соотечественников, к тому же он приспособился к греческому характеру. Я советую грекам держать всегда перед своими глазами швейцарские институты, а их вождям — Вашингтона».
В газете «Эллиника Хроника» (Греческие Хроники), которую с 1 января 1824 года начал печатать греческий типограф из Фессалоники Димитриос Местенеас, Стэнхоуп доверил Мейеру редакцию. Первая газета революционной Греции была издана в городе Каламата Феоклитом Фармакидисом в августе 1821 года, но вышло только три номера: 1, 5 и 20 августа.
В силу этого в Греции принято считать, что первой газетой революции была именно Эллиника Хроника, выходившая с перерывами, по причине осады, с 1 января 1824 года по 20 февраля 1826 года.
Хотя газета и Мейер часто становились орудиями интриг греческого политика Маврокордато против военачальников, Мейер через газету проводил свои демократические антимонархистские взгляды. Его газету можно по праву считать одним из ранних примеров свободы печати.

## Стэнхоуп и Байрон
Лорд Байрон прибыл в Месолонгион 24 декабря 1823 года. В отличие от Стэнхоупа, который выступал за установление республиканского строя в Греции, Байрон считал, что откровенная демократическая и антимонархистская линия газеты может причинить только вред Греческой революции, к которой и без того были враждебно настроены монархии и консервативные круги Европы.
В своем письме от 19 марта 1824 года банкиру Сэмюэлу Барффу Байрон писал: «доктор Мейер, издатель с нерушимой свободой печати, признает только Свободу, которую он блюдет безгранично, согласно его желанию и удовольствию. Он автор статьи против монархии, от которой он, может, и получит выгоду и славу, но издатели получат проблемы, если они не предпримут меры. Из всех маленьких тиранов он самый маленький, как и большинство демагогов, что я знавал. Он швейцарец по рождению, но хочет быть эллином, женился на гречанке, поменял свою религиозную догму».
Вера Стэнхоупа в абсолютную свободу прессы и деятельность Мейера усилили напряженность в отношениях лорда Байрона с Стэнхоупом.
Английский биограф Байрона H. Nicolson писал, что в конфликте реалистом был поэт, а полковник Стэнхоуп был романтиком:371.
Хотя Стэнхоуп заявлял о своём нейтралитете между конфликтующими греческими политическими фракциями, он высказывал большую симпатию Одиссею Андруцосу в своём письме Байрону 6 марта 1824 года:369, в то время как Байрон был близок Маврокордато.
Выражая свои республиканские воззрения, Стэнхоуп писал Андруцосу в марте 1824 года: «Монархии с ограниченными правами не может быть. Король, который захочет подчинить себе этот вооружённый и воинственный народ, должен обладать неограченной силой — должен стать тираном. Первое, что сделает это чудовище, это создание дисциплинированной силы, с помощью которой он разобьёт бойцов и героев, освободивших страну от турок». Д. Фотиадис подчёркивает пророческий характер этих слов, поскольку с установлением монархии баварца Оттона, его германские войска преследовали ветеранов революции:366.
Стэнхоуп организовал встречу в Салоне (Амфисе), чтобы познакомить Байрона с Андруцосом, но встреча не состоялась: Байрон умер:370.
5 (17) мая 1824 года Стэнхоуп был отозван британским правительством по настоянию Маврокордато и обратился к Греции в своём прощальном послании с острова Закинф, опубликованном в «Эллиника Хроника», номер 39 от 14 мая 1824:363.
После организации почтовой службы между Грецией и Англией, Стэнхоуп отправился из Закинфа в июне 1824 года. Стэнхоуп взял на себя расходы на перевозку тела Байрона и его бумаг на том же корабле, на котором он покинул Грецию. В Англии Стэнхоуп стал комиссаром при оформлении британского кредита Греции. Заслуги Стэнхоупа перед Грецией оцениваются по-разному. Итальянец Алерино Палма (Greece Vindicated, 1826) обвинял его в создании Третьей фракции, задержавшей ход восстания.
Но он получил благодарность от английского комитета помощи Греции, а после освобождения Греции получил в апреле 1838 года греческий Орден Спасителя.
Стэнхоуп опубликовал в 1824 году свою переписку с греческим комитетом Англии в своём труде «Греция в 1823 и 1824», с приложенным к нему «Докладом о состоянии дел в Греции». Американское издание появилось в 1825 году. Стэнхоуп также оказал помощь в издании книги У. Парри «Последние дни лорда Байрона», предоставив многие письма к нему от Финлея, сведения о жизни Байрона и детали своих бесед с Байроном.

## После Греции
В 1831 году он женился на Элизабет, дочери и наследницы Уильяма Грина, эсквайра, из Трелони, Ямайка.
Его старшие братья умерли бездетными. В марте 1851 года Стэнхоуп получил графство Харрингтон. Стэнхоуп проявлял себя как сторонник умеренных реформ и, хотя сам не был трезвенником, был активным сторонником закона американского штата Мэн о запрете алкоголя. Он также выступал за реформу верховной канцелярии и за независимость Польши.
В 1852 году Стэнхоуп приобрёл участок земли, ранее служивший садом для кухни Кенсингтонского дворца, и построил там особняк в готическом стиле, который назвал Харрингтон-хаусом. На постройку было затрачено 15 тысяч фунтов; проект здания был создан архитектором Децимусом Бёртоном и дополнен С. Дж. Ричардсоном при участии самого графа. Особняк, расположенный по адресу 13 Kensington Palace Gardens, принадлежал семье Стэнхоупов до Первой мировой войны, а с 1930 года он стал резиденцией советского (затем — российского) посла в Великобритании.
Лестер Стэнхоуп скончался в Харрингтон-хаусе 7 сентября 1862 года.